# Salvatore Bonafede

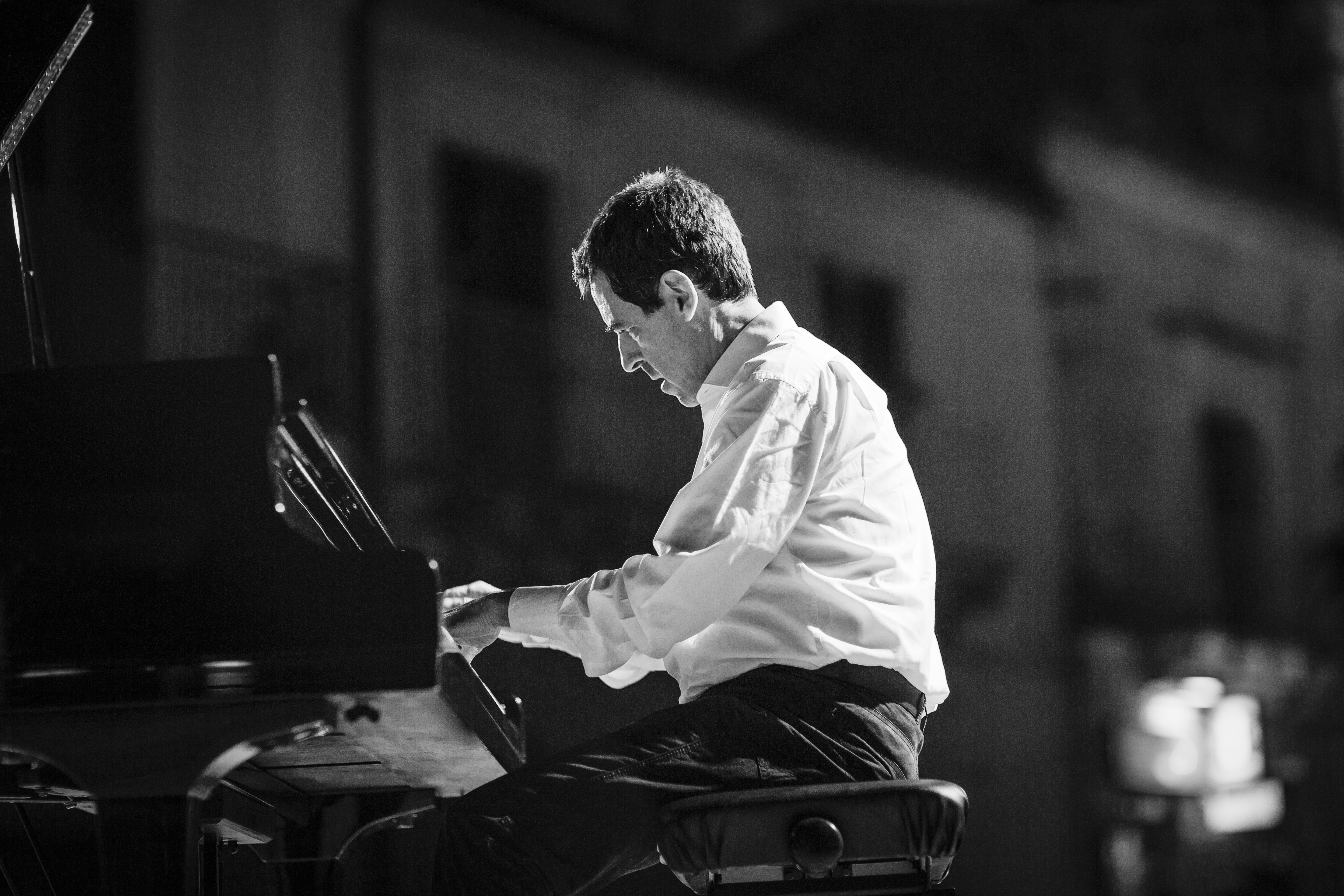
Salvatore Bonafede, 2015

Salvatore Bonafede (* 4. August 1962 in Palermo) ist ein italienischer Jazzpianist.

## Leben und Wirken
Bonafede erlernte im Alter von vier Jahren autodidaktisch das Klavierspiel, später hatte er klassischen Klavierunterricht. Ab 1973 studierte er am Konservatorium von Palermo; gelegentlich trat er in dieser Zeit mit regionalen Jazzgruppen und Bigbands auf.
Ein Stipendium ermöglichte ihm von 1986 bis 1989 ein Studium am Berklee College of Music in Boston; hier wurde er Mitglied des Quartetts von Jerry Bergonzi, an dessen Australientournee 1987/88 er teilnahm; außerdem arbeitete er 1987–89 mit Ricky Ford. 1989 ging er nach New York City, wo er eigene Gruppen leitete und als Sideman mit dem Vanguard Jazz Orchestra, Dewey Redman, Joshua Redman, Lew Tabackin und Pierre Vaiana arbeitete; mit Joe Lovano trat er in der Town Hall auf.
Ab 1990 arbeitete er in New York; es erschienen seine ersten Alben als Bandleader. Daneben nahm er als freischaffender Musiker u. a. mit Marc Johnson, Paul Motian, Paolo Fresu, Judi Silvano, Randy Brecker, John Abercrombie, Marvin Smitty Smith, Jerry Bergonzi, Tim Berne, Ralph Towner, Dave Douglas, Michael Formanek und Enrico Rava auf. Das Magazin Musica Jazz wählte ihn 1991 zum Top young player des Jahres.
1994 kehrte Bonafede nach Italien zurück. Er arbeitete hier mit Lester Bowie, Tom Harrell und Bobby Watson und tourte 1995 mit John Scofield. Danach wurde er Mitglied einer Band unter Joe Lovano, mit der er an mehreren europäischen Jazzfestivals teilnahm. Auch gehörte er zu Myriam Alters Projekt Where Is There.
Daneben komponierte Bonafede Filmmusiken und Musiken zu Fernsehserien, so zuletzt für Franco Marescos Un film fatto per Bene (2025). Er unterrichtet am Konservatorium von Trapani.

## Diskographie
- Actor Actress mit Cameron Brown, Joe Lovano, Adam Nussbaum, 1990
- Plays mit Marc Johnson, Paul Motian, 1991
- Nobody's Perfect, 1992
- Dnes Otivam Nakino (Today I Go to the Cinema), 1992
- Plays Gershwin mit Cameron Brown, Michael Sarin, 1993
- Live in Brussels mit Mimmo Cafiero, Dario Deidda, 1995
- You, 1996
- Ortodoxa, 2002
- Journey to Donnafugata mit John Abercrombie, Clarence Penn, Michele Rabbia, Enrico Rava, Ben Street, Ralph Towner, 2003
- For the Time Being mit Joe Lovano, Paul Motian. Michele Rabbia, Adam Rogers, 2005
- Paradoxa, 2005
- Dream and Dreams, 2006
- Rememberin' Bicio mit Pietro Tonolo, Rita Marcotulli, Paolo Fresu, 2007